# Superbaze
Superbaze predstavljaju izuzetno jake baze, tj. jedinjenja koja imaju jak afinitet prema protonima. Hidroksidni jon je najjača moguća baza u vodenim rastvorima, ali baze mogu postojati i van vodene sredine. Takve baze su važne u organskoj sintezi. Superbaze su opisane i korištene od 1850. Reakcije koje uključuju superbaze obično zahtjevaju specijalne tehnike jer se uništavaju u dodiru sa vodom i atmosferskim ugljen-dioksidom kao i kiseonikom. Tehnike inertne atmosfere i niske temperature minimizuju sporedne reakcije.

## Definicije
IUPAC definiše superbaze kao jedinjenja koja imaju visoku baznost kao što je litijum diizopropilamid. Druge definicije superbaza su kvalitativne ali preciznije: Izraz superbaza se koristi za baze koje se dobiju miješanjem dvije ili više baza pri čemu se dobije nova vrsta baze koja ima posebna i nova svojstva. Izraz superbaza ne znači da je baza termodinamički ili kinetički jača od drugih, nego znači da je reagens dobijen kombinovanjem karakteristika nekoliko različitih baza.

## Klase superbaza
Postoje tri glavne klase superbaza: organske, organometalne i neorganske.

### Organske superbaze
Organske superbaze su skoro uvijek neutralne i sadrže azot. Bez obzira na veliki afinitet prema protonu, organske superbaze su poznate zbog svoje povećane reaktivnosti i niske nukleofilnosti i relativno blagih uslova korištenja. One koje su važne u organskoj sintezi su fosfazeni, amidini i guanidini. Druga organska jedinjenja takođe zadovoljavaju fizički, hemijski ili strukturalne definicije superbaze. Protonski helatori kao što su aromatične protonske spužve i bispidini su takođe superbaze. Multiciklični poliamini kao što je DABCO takođe spadaju u ovu kategoriju.

### Organometalne superbaze
Organnometalna jedinjenja koja sadrže reaktivne metale su obično superbaze, na primjer organolitijumska ili organomagnezijumska (Grinjarov reagens) jedinjenja. Drugi tipovi organskih superbaza imaju reaktivni metal zamijenjen umjesto vodonika na heteroatomu, kao što je kiseonik (nestabilni alkoksidi) ili azot (metalni amidi kao što je litijum diizopropil amid). U većini slučajeva poželjne osobine su niska nukleofilnost. Alkilitijumi ne mogu biti korišteni sa elektrofilima kao što su karbonilne grupe, zato što napadaju elektrofile kao nukleofili.
U organskim sintezama se često koristi Šloserova baza koja je mješavina tert-butillitijuma i kalijum tert-butoksida. Tert-butillitijum vrši izmjenu katjona sa kalijum tert-butoksidom pri čemu se dobije tert-butil kalijum i litijum tert-butoksid, izmjena se vrši zbog afiniteta litijuma prema kiseoniku alkoksida. Zamjena litijumovog katjona sa kalijumovim uzrokuje da tert-butil anjon dobije veći jonski karakter i zbog toga veću baznost.

### Neorganske superbaze
Neorganske baze su tipično soli sa malim i visoko nalektrisanim anjonima, na primjer litijum nitrid. Alkalni i zemnoalkalni metalni hidridi kalijum hidrid i natrijum hidrid su superbaze. Ovakva jedinjenja su nerastvorljiva u svim rastvaračima zbog stroge interakcije između katjona i anjona, ali su površine ovih materijala jako reaktivne i zbog toga su kao kašaste mase korisne u sintezama.